# San Filippo Neri in Via Giulia
San Filippo Neri in Via Giulia är en dekonsekrerad kyrkobyggnad i Rom, helgad åt den helige Filippo Neri. Kyrkan är belägen vid Via Giulia i rione Regola.

## Kyrkans historia
År 1603 grundade Rutilio Brandi, en handskmakare från San Gimignano, ett brödraskap invigt åt Jesu Kristi sår, Confraternita delle Piaghe di Nostro Signore. Han lät även uppföra en kyrka vid Via Giulia och ett angränsande oratorium, Oratorio delle Piaghe di Gesù Cristo, vid Vicolo del Malpasso. Brandi, som led av gikt, dedikerade kyrkan åt den helige Trofimus av Arles, som anropas mot bland annat gikt. Brödraskapet, som hade sin bas i oratoriet, ansvarade för ett hospis för sjuka präster samt en institution för fattiga flickor som inte hade råd med hemgift.
Enligt äldre arkitekturhistorisk forskning utfördes en genomgripande ombyggnad av Filippo Raguzzini 1726, men senare forskning har visat att den genomfördes 1667–1668 av Giovanni Francesco Fiori. Även fasaden med dess stuckrelief Jungfrun och Barnet uppenbarar sig för den helige Filippo Neri formgavs av Fiori.
År 1853 skadades kyrkan och oratoriet, då Tibern översvämmade. Påve Pius IX beordrade en restaurering, varvid kyrkans interiör berikades med nya dekorationer och målningar. I början av 1900-talet övergavs kyrkan och lämnades att förfalla. I slutet av 1930-talet ämnade Italiens diktator Benito Mussolini anlägga en paradgata från Ponte Mazzini till Chiesa Nuova vid Corso Vittorio Emanuele II. Kyrkan San Filippo Neri dekonsekrerades och revs delvis. Gatuarbetena avstannade dock i början av 1940-talet och Mussolinis storstilade planer förverkligades aldrig. För en tid användes kyrkobyggnaden som förrådsutrymme.
Omkring år 1993 fick ett byggnadsföretag i uppdrag att renovera kyrkan. Renoveringen avstannade dock flera gånger i brist på medel, men 2000 stod en ny fasad färdig. Själva kyrkorummet utgör numera en del av ett bostadskomplex.
Fasadens fris bär inskriptionen: DEO IN HONOREM S PHILIPPI NERII DICATUM.

## Konstverk
Kyrkans interiör var rikt utsmyckad i barockstil. Högaltaret, som fortfarande finns kvar, har två polykroma klonner med korintiska kapitäl och en bruten fronton. Högaltaret hade Albert Christoph Dies målning Den helige Filippo Neri, en kopia av originalet av Guido Reni. På det högra sidoaltaret fanns en medeltida relief framställande Den korsfäste Kristus. Denna relief härstammade från Grotte Vaticane. Målningen på vänster sidoaltare var Den helige Trofimus botande giktbrutna av Filippo Zucchetti.
I oratoriet fanns målningen Kristus på Olivberget, som tillskrivs Federico Zuccari.

## Bilder

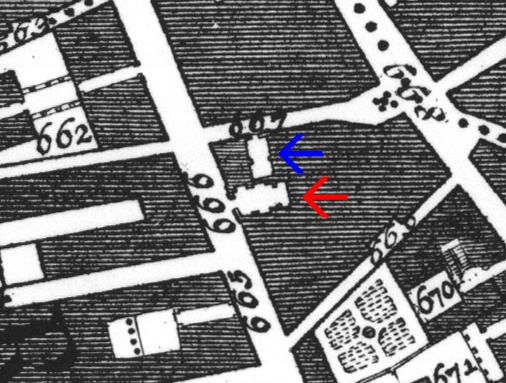
San Filippo Neri in Via Giulia (nummer 666 vid den röda pilen) på Giovanni Battista Nollis Rom-karta från 1748. Nummer 667 (vid den blå pilen) anger Oratorio delle Piaghe di Gesù Cristo.
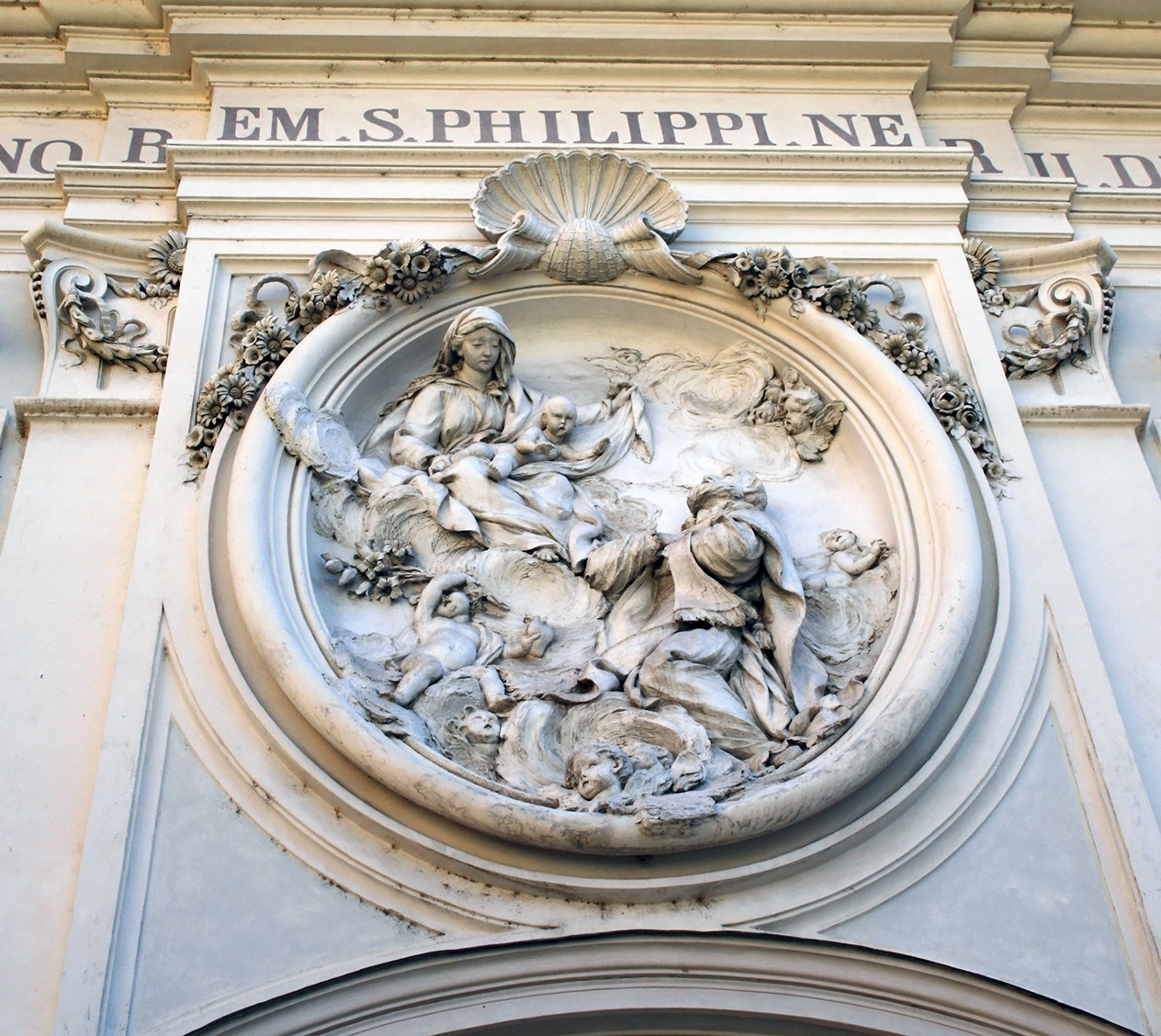
Fasadens högrelief Jungfrun och Barnet uppenbarar sig för den helige Filippo Neri.
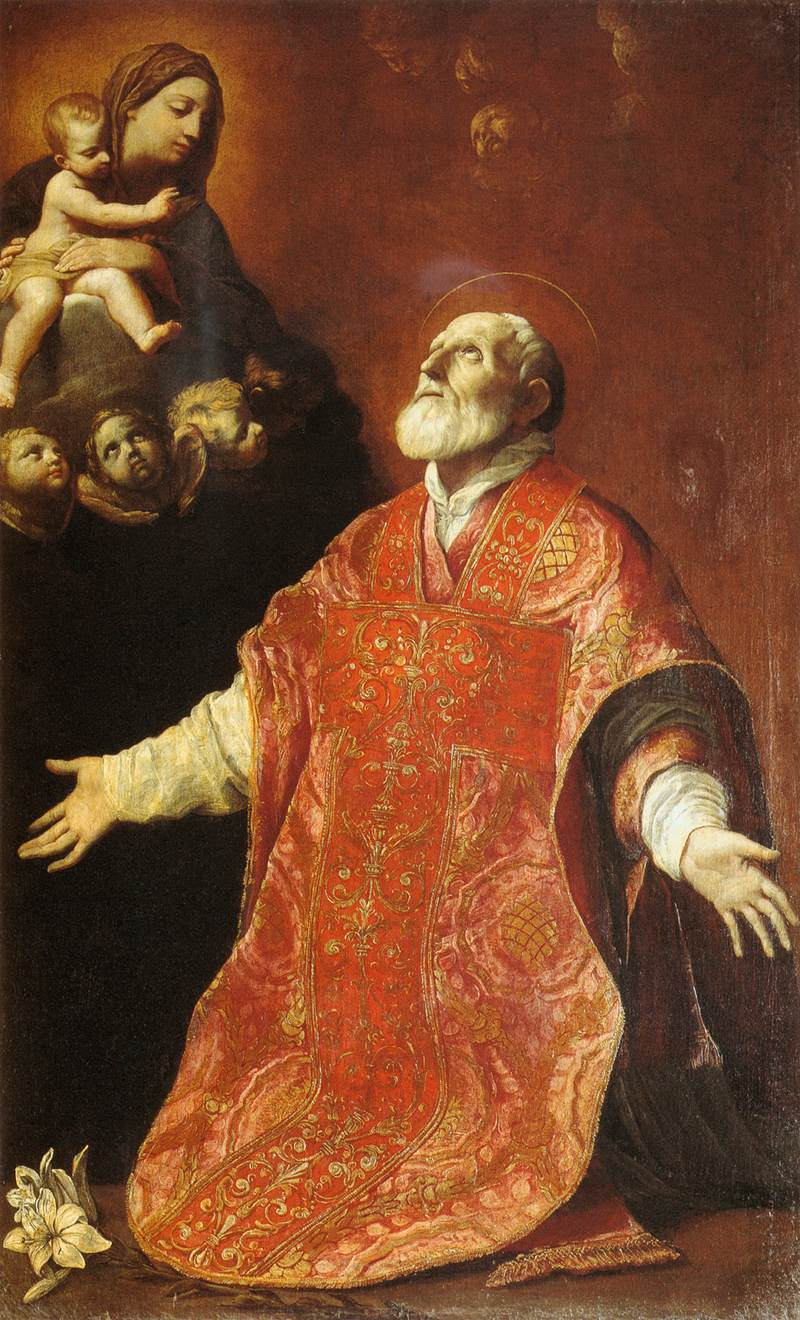
Jungfrun och Barnet uppenbarar sig för den helige Filippo Neri av Guido Reni (1614).

### Fotnoter
1. ↑  Lombardi 1998, s. 214.
2. ↑  Grilli 1997, s. 54.
3. ↑  Manfredi, Tommaso. ”FIORI, Giovanni Francesco”. Dizionario Biografico degli Italiani – Volume 48 (1997). http://www.treccani.it/enciclopedia/giovanni-francesco-fiori_%28Dizionario-Biografico%29/. Läst 1 maj 2015.
4. ↑  Lombardi 1993, s. 170.
5. 1 2  Buchowiecki 1967, s. 706.